# Mandiraja
Mandiraja er en indonesisk by og hovedstad i provinsen Centraljava.